# عزایل
عزایل (به عربی: العزايل) یک شهرداری در الجزایر است که در استان تلمسان واقع شده‌است.